# Pierre Taupin
Pour les articles homonymes, voir Taupin.
Pierre Taupin, né le 31 mars 1753 à Omméel, et mort le 10 février 1800 à Tréglamus, est un chef chouan des Côtes-du-Nord, ayant majoritairement opéré dans l'Est du pays de Tréguier. C'est une figure de la troisième chouannerie (1799-1800).

## Biographie

### Condamnation d'Ursule Taupin
En 1792, Pierre Taupin est valet de chambre de l’évêque de Tréguier, Monseigneur Le Mintier. Ils se sont tous deux exilés à Jersey pour fuir les troubles de la Révolution.
Ursule Taupin, son épouse, est restée à Tréguier avec ses cinq enfants. Elle tient un commerce de liqueurs et de confiseries mais a été dépossédée de ses biens, vendus comme « biens d'émigrés ». Malgré cette situation d'extrême pauvreté, elle donne asile à deux prêtres réfractaires, Lageat et Le Gall, qui ont préféré rester en France en se cachant.

Le 29 avril 1794, une dénonciation parvient au tribunal du district de Lannion : 

« Je soussigné, Guillaume Salaun, sans culotte de la commune de Brélévenez, ayant juré de maintenir les lois de la République et en bon républicain de dénoncer les abus. Je dénonce au citoyen agent national du district de Lannion, que contre les sages décrets de l'assemblée nationale, il y a des ex-prêtres déportés dans une maison en la ville de Tréguier près celle de la citoyenne veuve Le Guillerm dont Lajat fils en est un. Lannion, le 1 à floréal an 2 de la république" . »

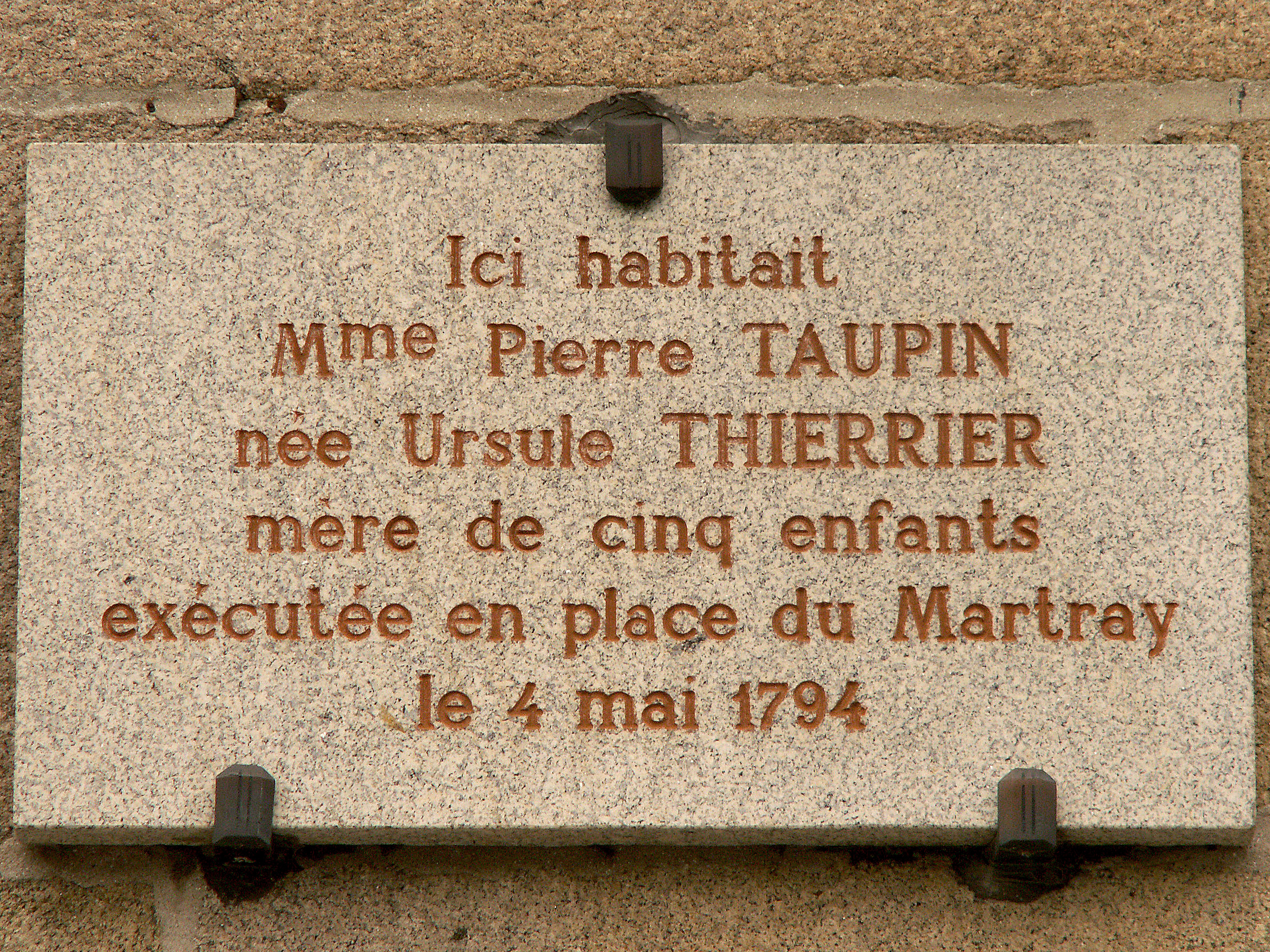
Plaque commémorative à Tréguier

Rapidement, une vingtaine d'hommes armés du Bataillon d’Étampes débarquent chez Ursule Taupin, qui habite alors Place du Martray. Les deux prêtres sont immédiatement arrêtés, la coupable également. Les enfants seront dispersés et placés en hospice. Au cours de son procès, Ursule Taupin ne renie rien de ses convictions, elle répond avec fierté et autorité au président du tribunal criminel, Charles Le Roux-Chef du Bois. Le 4 mai 1794, la femme de Pierre Taupin est guillotinée sur la grande place de Tréguier, sous les yeux de ses enfants et au pied de la cathédrale. Son courage face à la mort a beaucoup marqué les Trécorrois, jusqu'aux derniers instants elle a proclamé son amour pour ses enfants et pour sa religion.

### Assassinat de Le Roux-Chef du Bois et condamnation au bagne
Le 30 mai 1796, Charles Le Roux-Chef du Bois est retrouvé assassiné dans son lit de trois coups de feu. La rumeur publique désigne Pierre Taupin, revenu de Jersey pour venger sa femme. C'est le début de la légende. Chacun murmure, s'interroge, tous ont peur de cet homme revenu d'exil pour se venger du terrible malheur qui a frappé sa famille. En juillet 1796, il sera arrêté à Tréguier, puis emprisonné à Rennes. Son sort est tranché le 22 décembre 1797; il sera condamné au bagne guyanais. Ainsi, le 12 mars 1798, il est entassé à fond de cale de la frégate La Charente, avec 193 autres prisonniers (dont seulement 38 laïcs); direction Cayenne.
La traversée est difficile, La Charente essuie une attaque anglaise en abordant l'estuaire de la Gironde. Les prisonniers sont transférés dans un autre navire, La Décade. S'ensuivent 47 jours de navigation lamentables, beaucoup de déportés n'y survivront pas. 

### Évasion du bagne et retour dans le Trégor
Le 26 juin 1798, La Décade entre dans Cayenne. Taupin et ses malheureux comparses sont rapidement expédiés à Sinnamary, une des colonies les plus difficiles de Guyane. 
Durant son temps au bagne, Pierre Taupin n'a de cesse que de chercher un moyen d'évasion. La vie est extrêmement difficile et violente, mais il s'accroche à l'idée de revenir dans le Trégor. Une occasion va finalement s'offrir à lui en mai 1799. Ayant repéré une barque au pied de la colonie, Taupin trompe la vigilance des garde-chiourmes, et avec 12 autres déportés va s'embarquer sur ce frêle esquif dans le but de rejoindre une colonie anglaise au nord de leur position. Malheureusement, la météo est désastreuse et leur barque se disloque sur des récifs. Rejetés sur la côte, ils errent dans une jungle épaisse et hostile pendant six jours, mourant de faim et de soif. Miraculeusement recueillis par une tribu amérindienne, qui va les soigner, ils parviennent à rejoindre les Anglais pour s'embarquer aussitôt pour l'Europe. Évadés du bagne au nombre de treize, ils ne sont plus que six lorsque le bateau accoste la côte anglaise. Beaucoup sont morts de fatigue, de maladie ou dévorés par des bêtes sauvages dans la mangrove guyanaise. Pierre Taupin, lui, reste animé d'une fureur vengeresse. 
Lorsqu'il revient à Tréguier, la troisième chouannerie bat son plein, et son retour fait grand bruit dans le Trégor. Tous le pensaient mort dans les marais de Guyane, mais il revenait, encore une fois! Son évasion de Cayenne lui vaut un très grand prestige, et rapidement les paysans vont le trouver pour qu'il prenne la tête de la révolte, il accepte et prend le commandement d'une troupe de chouans du secteur de Guingamp-Tréguier, sous les ordres de Guillaume Jean Joseph de Keranflech (dit « Jupiter »). 

### Taupin chef chouan
Il rançonne désormais au nom de Louis XVIII. Sa bande est insaisissable, elle est partout et nulle part. Morlaix, Lannion et Guingamp se protègent de cette fantasmagorique « bande à Taupin » en dressant des barricades et en multipliant les sentinelles, mais Taupin reste inarrêtable.
Au début de l'année 1799, à proximité de Pommerit-le-Vicomte, Pierre Taupin mène ses chouans à la victoire lors du Combat de Restmeur.
Le 10 février 1800, sur la colline du Menez-Bré, non loin de Guingamp et du village de Tréglamus, une troupe de soixante conscrits républicains est prise à partie par une trentaine de chouans. Taupin dirige l'attaque. Le combat est acharné, et dure plusieurs heures. Les bleus sont finalement repoussés jusqu'à proximité de Louargat. C'est au cours de ce combat de Tréglamus que Pierre Taupin est frappé en pleine poitrine par une balle républicaine. Ses hommes l'emmènent jusqu'au cimetière. Mortellement touché, il décèdera quelques heures après. C'est la fin de la légende de Pierre Taupin.
Quelques semaines plus tard, tous les autres chefs chouans de la région poseront les armes. La troisième chouannerie prenait fin.

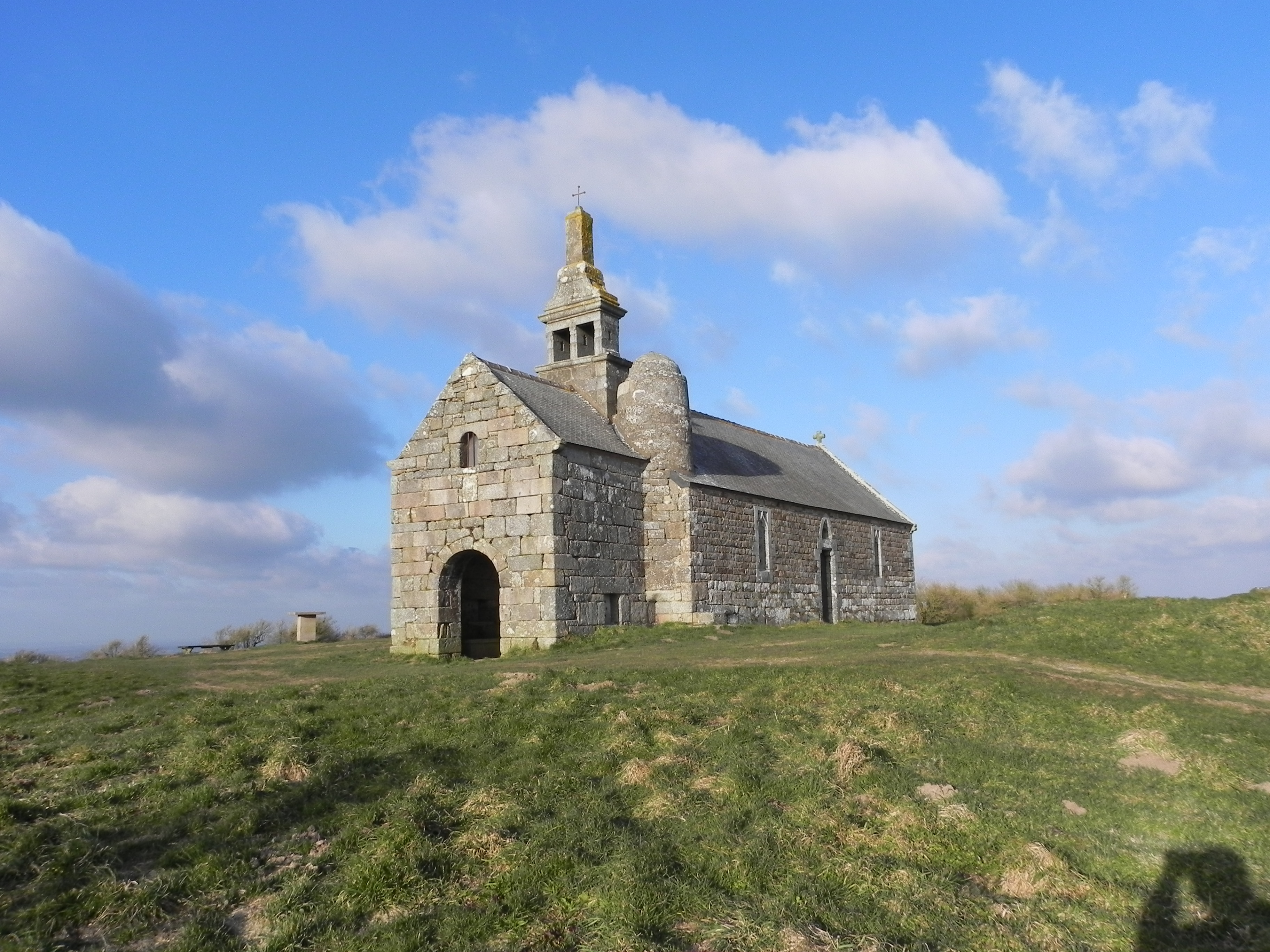
Chapelle Saint-Hervé du Menez-Bré